# 큐피드 비스트로!!
'큐피드 비스트로!!는 홍콩의 火狗工房에서 개발하여 홍콩과 대만에 발매된 이후, 한국과 일본에도 발매되어 동아시아 전역에서 인기를 끈 작품으로, 최고 12층까지의 식당을 경영하며 성장과 재료수집을 위한 전투 및 12명의 미소녀 캐릭터와의 연애를 하는 게임이다.

## 역사
- 1999년 11월: 개발 시작
- 2000년 12월: 홍콩 및 대만에서 PC판 발매
- 2002년 2월: 한국어 PC판 발매 (네이버에 등재된 자료는 일본어 Xbox판의 정보를 한국판으로 잘못 기재)
- 2002년 6월: 일본어 Xbox판 발매
- 2002년 10월: 일본어 PC판 및 모바일버전 발매

## 개요
시나몬왕국의 요리학교 St.시나몬학원 2학년인 주인공은, 레스토랑 경영을 졸업과제로 부여받는다.

## 등장 캐릭터
이름은 한국판, 중문판, 일본판, 공식 영문명 순(3개국 다 이름이 하도 거지 같아서 4개 다 적는다.)
성우는 일본판의 경우
라드(라드 코리안더) (哥里安達 拉杜)(ラトー・コリアンダー)(Coriander Rato)
플레이어가 되는 주인공.이탈리안레스토랑「비스트로·큐피드」를 개점시켜, 학원의 선배, 동급생, 후배에게 협력을 의뢰한다.
라벤더(라벤더 스위트) (娜芬蔕兒 丹特拉)(ラベンダ・スウィート)(Lavender Dentala ) 성우 - 호리에 유이
라드의 동급생. 밝고 상냥한, 누구로부터도 사랑받는 정통파 미소녀. 프렌치 레스토랑 「라·스위트」의 딸로 요리의 지식이나 기술은 풍부. 혈액형A형, 7월 8일생. 우수 분야는 프랑스 요리.
써니(선 플라워) (珊 芙羅華)(サン・フラワー)(Sun Flower) 성우 - 카와카미 토모코
라드의 후배. 활발하고 예의 바르고, 시원시원한 어조 말한다. 유소기부터 가난했던 유익금 돈벌이에 열중, 세상금이 제일이라고 생각한다. 또, 세계롤러 브레이드·웨트레스 선수권 우승을 목표로 하고 있지만 꽤 결과가 나오지 않는다. 혈액형O형, 8월 13일생. 우수 분야는 패스트 푸드.
세지(세지 파인애플) (莎姬 派艾蓓)(セージィ・パイナップル)(Sage Pineapple) 성우 - 카와스미 아야코
St.시나몬학원OG의 인도 요리점 경영자, 학원 시작된 이래의 우수한 성적을 남겼다. 신비적인 힘을 가진다. 혈액형B형, 9월 1일생. 우수 분야는 인도요리.
메로(메로 블루 플라워) (瑪露 寶路花)(メロウ・ブルーフラワー)(Mallow Blueflower) 성우 - 스가야 메구미
라드의 동급생, 찻집을 경영하는 자매의 차녀로 부모님의 사후로 가게를 돕고 있다. 밝고 프렌드리인 성격. 가게의 코디네이터는 메로가 실시했다. 혈액형 O형, 10월 10일생. 우수 분야는 영국 요리.
웬디(스노우 블루 플라워) (溫迪 寶路花)(スノー・ブルーフラワー)(Winter Blueflower) 성우 - 타나카 리에
St.시나몬학원 OG로 메로의 언니, 및 찻집 「블루 플라워」경영자. 단정하고 맹. 그러나 병약해서 병원 내왕을 계속하고 있다. 혈액형AB형, 11월 15일생. 우수 분야는 독일 요리.
람즈(람 테일) (林詩 爾雅)(ラム・テイル)(Lams Ear) 성우 - 미즈타니 유코
라드의 동급생, 고양이의 혈통을 이어받는 인묘족이다. 밝고 상냥하지만 실은 고양이의 혈통을 받는 일을 컴플렉스로 생각한다. 낚시질이 특기. 혈액형 O형, 12월 25일생. 우수 분야는 그리스 요리.
샤페(사프란 타메릭) (莎菲朗 杜馬力)(サフラン・ターメリック)(Saffron Turmeric) 성우 - 코바야시 유미코
라드와 동급생, 천하 제일의 요리 격투가가 되는 것을 꿈꾸고 있는 열혈 소녀. 그 파워풀함은 라이온이 있는 서커스에 난입하는 만큼. 혈액형 B형, 4월 20일생. 우수 분야는 동남아시아요리.
로사(민트 하이비스커스)(蘿莎 凱布絲加)(ミント・ハイビスカス)(Rosa Hibiscus) 성우 - 노가와 사쿠라
라드의 동급생, 케이크가게에 동경 포장마차에서 수행중. 순진하고 천진난만. 라드를 오빠 같이 보고 「오빠」라고 부른다.(고는 하는데 한글판에선 그런 거 없다.) 혈액형 A형, 5월 19일생. 우수 분야는 디저트계.
로스힐(로즈 시나몬) (露絲希布 西拿蒙)(ローズ・シナモン)(Rosehip Cinnamon) 성우 - 히카미 쿄코
라드의 후배, 이른바 「아가씨 캐릭터」이지만 매우 고압적인 자세로 낭비가 격렬하다. 그러나, 정체는 시나몬 왕국의 공주인 것이다. 혈액형 AB형, 3월 10일생. 우수 분야는 일식.
장미(애플 베리) (萊絲 凱哥尼)(アップル・ベリー)(Rose Hugonii) 성우 - 치바 치에미
라드의 동급생, 초가 붙을 정도의 자기중심적 및 마이 페이스. 고기만두를 좋아하는 음식으로 궁극의 고기만두를 만들려고 노력하고 있다. 혈액형 O형, 5월 28일생. 우수 분야는 중국 요리.
크리스(크레스 워터) (古列絲 華特)(クレス・ウォーター)(Cress Water) 성우 - 미즈사와 케이
라드의 후배, 시원시원한 여장부형. 탐험을 아주 좋아하는 세계를 여행하는 요리인이 되는 것이 꿈이지만 초방향치. 보통 광장에서도 미아가 되어 버린다. 혈액형 O형, 2월 4일생. 우수 분야는 미국요리.
멜리사(멜리사 레몬발름) (米莉莎 利蒙巴姆)(メリッサ・レモンバルム)(Melissa Lemonbalm) 성우 - 모로타 카오루
요리 마법연구가, 분별없이 남의 앞에 공공연함 않은 마녀로 장래의 꿈은 세계 정복. 위험한 장소에서 언제나 요리 마법을 연구하고 있다. 혈액형 A형, 12월 7일생. 우수 분야는 마법 요리.

## 비스트로 큐피트2

### 개요
「비스트로·큐피드」의 제2작으로 전작의 정당한 속편. 여러명 전작 캐릭터도 등장하고 있다. 2003년 8월 28일에플레이 스테이션 2용과 Xbox용이 발매되었다.주제가는 미즈키 나나의 「사랑하고 있어(恋してる)...」.

### 스토리
시나몬 왕국 왕도의 요리 학교의 성 시몬 학원에 다니는 딜·베르가모트는 갑자기, 강사인 라트·코리안다가 베이리프 분교에 부임하는 것과 동시에 특별 편입생으로서 베이리프에 가게 되었다.
그 베이리프는 8년 전 가출한 딜의 고향에서 만났다…

### 등장인물
딜 베르가모트(일본어: ディル・ベルガモット)
본작의 주인공. 연령은 16세의 성 시몬 요리 학원 베이리프교 2학년. 부모님은 어릴 적 행방불명이 되어, 사촌 여동생 체리의 집에서 살고 있었지만 8년 전 베이리프에 온 서커스단에도 이끌려 가출했다. 이번 사건으로 돌아오는 것에.
셀리 베리윙클(일본어: セルリー・ペリウィンクル) 성우 - 미즈키 나나
16세의 학원 2학년. 성적 좋고, 기량 좋고, 성격 좋은 삼박자 모인 학원의 아이돌적 존재인 유익 어택하는 남학생도 끊이지 않지만, 아직 누구와도 교제하지 않았다. 다만 이야기 어려운 타입이 아니고, 상냥한 인품이기 때문에 친구는 많다.
성적은 선두의 우등생으로, 수업료 면제의 특별우대생 취급을 받고 있다. 이익 요리는 이탈리아 요리.
스칼렛 클로버(일본어: スカーレット・クローバー) 성우 - 사나다 아사미
연령은 16세에 학원 2학년. 딜의 소꿉 친구로 아이때는 언제나 함께였다. 성격은 공격적인 면이 있지만 모성 본능이 강하게 돌보기가 좋기 때문에 친구에게서는 존경받고 있다. 셀리와는 친구끼리.
무술을 즐기고 있지만 쇠망치나 겁쟁이는 결점이 있다. 이익 요리는 중화 요리.
체리 메이플(일본어: チェリー・メープル) 성우 - 노나카 아이
딜의 사촌 여동생. 15세의 학원 1년. 물심 붙었을 때부터 딜이 체리의 집에서 살고 있었으므로 딜을 오빠처럼 따른다. 스칼렛과도 사이가 자주 언니라고 부르고 있다.
확실하지만 갑작스런 사태에 약하고, 허둥지둥 해 버린다. 참견을 하고 싶어지는 분위기를 가지고 있지만 스칼렛이 지키고 있으므로 문제 없음. 이익 요리는 일식.
네메시아 웜우드(일본어: ネメシア・ワームウッド) 성우 - 타무라 유카리
15세의 학원 2년. 교제에 약해서 한 명이 많다. 과묵하고 표정도 부족하기 때문에 감정이 없는 것처럼 보이지만, 어긋난 리액션을 하는 재미있는 성격. 마이 페이스인 츳코미 기질. 이익 요리는 마법 요리.
마린 산트리나(일본어: マリン・サントリナ)　성우 - 카나이 미카
15세의 학원 1년. 천진난만한 여자 아이로 어떤 상대라도 곧 사이가 좋아진다. 운동신경이 높지만 그 만큼 대식. 이익 요리는 남국 요리.
루 마트리캐티(일본어: ルゥ・マトリキャティ)　성우 - 마츠오카 유키
18세. 학원 OG로 전전 연도에 수석에서 졸업해 현재는 인도 요리점을 경영하고 있다. 시원시원한 분위기를 가져 쿨한 성격이지만 세세한 것에까지 기분이 돌므로 주위의 반감을 살 것은 없다. 소렐의 신원인수인도 근무하고 있다. 이익 요리는 인도·중근동풍요리.
소렐 너스타샴(일본어: ソレル・ナスターシャム)　성우 - 치바 사에코
15세의 학원 2년. 명가의 아가씨지만 현재는 집을 나와 있다. 누구에 대해서도 예의 바르지만 셀리를 라이벌시 하고 있기 때문에 뾰루퉁으로 해, 또 왠지 딜에게는 가시나무가 있는 태도로 접한다. 이익 요리는 프랑스 요리.
타임 모스커터(일본어: タイム・モスカータ)　성우 - 카카즈 유미
16세의 학원 2년. 외형이 중성적인 미소년풍으로 스포츠도 자신있어서 남자보다 여자에게 인기가 있다. 본인은 여자 아이답게 있고 싶지만, 막상 여자 아이 취급해 되면 반응이 곤란해 버린다. 소렐과는 친구끼리. 이익 요리는 스페인·남미 요리. PS2판만 공략 가능.
마톨 라즈베리(일본어: マートル・ラズベリー)　성우 - 菊地志穂
17세의 학원기숙사 관리인의 딸. 학원 OG로 현재는 기숙사의 관리를 돕고 있지만, 전전 연도의 학원을 차석에서 졸업하고 있는 만큼 우수. 돌보기가 좋기 때문에 기숙사생 모두로부터 존경받고 있지만 어딘가 무심코인 곳이 있고, 온화함 계의 천연 언니(누나). 루와는 학원 동기에 친구끼리. 이익 요리는 빵·구이 과자류. Xbox판만 공략 가능.
라트 코리안다(일본어: ラトー・コリアンダー)
전작 주인공. 학원 졸업시에 대요리사의 자격을 얻고, 현재는 성 시몬 학원에서 강사를 하고 있다. 그가 베이리프교에 특별 강사로서 부임하는 것으로써, 2의 이야기가 시작된다.

## 기타 작품
ビストロ・きゅーぴっと2
일본에서의 인기에 힘입어, 아예 일본쪽 유통사와 계약하여 처음부터 일본은 ps2, xbox 홍콩은 ps2로 동시발매한 작품
일본에서는 드라마 cd와 코믹스도 나오고 중화권에선 관련 행사도 했다.
Cupid Bistro!!Max
2004년 중화권에 발매됐음, 1의 리뉴얼판, 한국요리가 추가되었다.
큐피드 비스트로 MAX PUZZLE!!
국내의 엠브릿지에서 개발한 WIPI용 퍼즐 게임, 정식으로 라이센스 계약을 했는지는 불명

## 같이 보기
한국에서도 21세기가 되도록 미소녀 게임을 패키지로 내주는 기특한 회사
- 열린생각